# 埃米略·列多
埃米略·列多·伊尼戈（西班牙語：Emilio Lledó Íñigo，1927年11月5日—）是西班牙哲学家和西班牙皇家语言学院院士。他曾作为哲学教授，活跃于西班牙拉古纳大学、巴塞罗那大学和国立远程教育大学。

## 经历
他于1927年11月5日出生在西班牙南部塞维利亚市特里亚纳街区，父母的老家在萨尔特拉斯。在6岁的时候，全家搬到了马德里，他也在那里完成了学业。他于1952年获得马德里大学哲学硕士学位，毕业后前往德国跟随汉斯-格奥尔格·伽达默尔等哲学大师学习古典哲学。1955年，他回到马德里大学，并于次年获得博士学位。1958年，他在结婚后又来到了德国，供职于海德堡大学。
1962年，他回到了西班牙，在巴利亚多利德的一所学院当老师。两年后，他获得了拉古纳大学的职位。1967年，他来到巴塞罗那大学教授哲学课程。1978年，他转到国立远程教育大学（UNED），一直工作到退休。
1993年11月27日，他当选西班牙皇家语言学院院士。

## 荣誉
- 1993年：西班牙皇家语言学院院士
- 2005年：德意志联邦十字勋章[6]
- 2014年：西班牙国家文学奖[7]
- 2015年：阿斯图里亚斯女亲王奖交流与人文奖[2]